# Andrzej Groth
Andrzej Groth (ur. 1939 w Pucku) – polski historyk, profesor nauk humanistycznych. 

## Życiorys
Specjalizuje się w historii nowożytnej Polski, dziejach Prus Królewskich i historii powszechnej XVI–XVIII wieku.
Pełnił funkcje: wicedyrektora ds. studenckich (1990–1993) i wicedyrektora ds. kształcenia Instytutu Historii Uniwersytetu Gdańskiego (1993–1996) oraz kierownika Zakładu Historii Polski i Powszechnej XVI-XVIII wieku (1993–1997) i Zakładu Historii Nowożytnej w tym instytucie (1997–2004), a także kierownika Katedry Historii Nowożytnej Bałtyckiej Wyższej Szkoły Humanistycznej w Koszalinie. Jest redaktorem naukowym „Rocznika Elbląskiego”.

## Autorskie publikacje monograficzne
- Rozwój floty i żeglugi gdańskiej w latach 1660–1700 (1974)
- Kupcy angielscy w Elblągu w latach 1583–1628 (1986)
- Handel morski Elbląga w latach 1585–1700 (1988)
- Statystyka handlu morskiego portów Zalewu Wiślanego w latach 1581–1712 (1990)
- Żegluga i handel morski Kłajpedy w latach 1664–1722 (1996)
- Człuchów w latach 1772–1815 : z problematyki małego miasta pomorskiego (2006)
- Statystyka handlu morskiego Elbląga w latach 1585–1712. Cz. 1, Przywóz towarów drogą morską (2006)
- Statystyka handlu morskiego Elbląga w latach 1585–1712. Cz. 2, Wywóz towarów drogą morską (2007)
- Małe miasta pomorskie w latach 1772–1806 (2009)
- Burmistrzowie i prezydenci Elbląga w latach 1286–1950 (2013)